# Hellraiser: Revelations
Hellraiser: Revelations è un film del 2011 diretto da Víctor García. 
È il nono capitolo della saga di di Hellraiser con protagonista il cenobita Pinhead e la misteriosa Scatola di Lemarchand.

## Trama
Tijuana (Messico). Gli americani Steven Craven e Nico Bradley, due amici inseparabili partiti per una vacanza in Messico, scompaiono nel nulla e le autorità non possono fare altro che comunicare la cosa alle famiglie e inviar loro gli effetti personali dei due, comprese le videocassette che hanno registrato.
USA, un anno dopo. Mentre i Craven e i Bradley si sono riunite per ricordare i figli scomparsi, Emma, sorella di Steven e ragazza di Nico, trova tra gli oggetti del fratello la Scatola di Lemarchand e, dopo aver iniziato ad aprirla, Steven riappare sotto shock e coperto del sangue di Nico. 
Mentre assistiamo alla trasformazione di Nico in cenobita per mano di Pinhead, Steven racconta che, poco dopo che Nico uccise accidentalmente una ragazza, un vagabondo gli offrì la Scatola, assicurandogli che avrebbe aperto nuovi orizzonti di piacere, ma che, quando Nico la aprì, fece apparire Pinhead che lo smembrò e così lui dovette uccidere delle donne per far tornare l'amico.
Successivamente, Steven, dopo aver sparato al padre, rivela di essere Nico che ha preso la pelle dell'amico per poi abbandonarlo e, sperando di poter scambiare la sua anima con quella di Emma, obbliga la ragazza ad aprire la Scatola facendo apparire, oltre a Pinhead e a Donna Chatterer, anche Steven Cenobita (che presenta chiodi sul tutto il cranio e la faccia come Pinhead), era infatti lui, e non Nico, quello che Pinhead stava trasformando. Pinhead, uccisa la madre di Nico e quella di Steven, rifiuta lo scambio e uncina Steven-Nico che, però, viene ucciso dal Sig. Craven morente; è così che i Cenobiti se ne vanno lasciando in vita Emma con la Scatola e la promessa che sarebbero presto tornati.

## Produzione
Il film viene prodotto nel mezzo delle discussioni sul remake del primo capitolo e, per non perdere i diritti sullo sfruttamento cinematografico dei personaggi barkeriani, la casa di produzione Dimension Films lo realizzò con scarsi mezzi e in poche settimane. 
È il primo film della serie a cui non partecipano in nessun modo né Doug Bradley, lo storico interprete di Pinhead, né Clive Barker, ideatore di Hellraiser, il quale, inoltre, dichiarò su Twitter di disconoscere completamente questo film.

## Distribuzione
Il film è stato distribuito direct-to-video negli USA in DVD a partire dall'ottobre 2011.